# Onthophagus terrara
Onthophagus terrara é uma espécie de inseto do género Onthophagus, família Scarabaeidae, ordem Coleoptera.
Foi descrita cientificamente por Storey em 1977.